# Marie-Nicole Lemieux
Marie-Nicole Lemieux (Dolbeau-Mistassini, Quebec, 26 de junio de 1975) es una contralto canadiense  especializada en repertorio barroco y ganadora del concurso Queen Elisabeth International Music Competition de Bélgica en 2000. Es una de las más notables cantantes líricas de su generación en su país. 

## Biografía
Estudió en el Chicoutimi Conservatoire y luego en el Montreal Conservatoire de Musique. Ganó el premio Jeunesse Musicale du Canada en Montreal y la Queen Elizabeth International Music Competition en Bruselas, siendo invitada a actuar con orquestas internacionales.

## Trayectoria
Se ha destacado su participación con orquestas como Filarmónica de Los Ángeles, Orquesta Sinfónica de Montreal, Orquesta Nacional de Francia, Orquesta del Capitolio de Toulouse, l'Orchestre symphonique de la Monnaie, Orquesta Filarmónica de Radio Francia, The Academy of Ancient Music, Orquesta Filarmónica de Róterdam, Les Musiciens du Louvre Grenoble, Orquesta Filarmónica de Londres, Orquesta Sinfónica Alemana de Berlín, Ensemble Matheus, Les Violons du Roy, Ensemble orchestral de Paris, Modo Antiquo, Orquesta Sinfónica de Singapur, Orquesta Filarmónica de San Petersburgo, Orquesta Sinfónica de Montreal y otras.
Ha cantado con directores como Richard Bradshaw, Franz-Paul Decker, Charles Dutoit, Paul Goodwin, Bernard Labadie, Sir Neville Marriner, Kurt Masur, Marc Minkowski, Kent Nagano, John Nelson, Gianandrea Noseda, Peter Oundjian, Michel Plasson, Federico Maria Sardelli, Michael Schonwandt, Marc Soustrot, Yoav Talmi, Ilan Volkov y Pinchas Zukerman entre otros.
Interpreta con frecuencia ópera barroca , incluyendo obras de Händel y Vivaldi . Ha recibido elogios por su presencia escénica y su capacidad comunicativa.
En 2001, ganó el premio Virgina Parker y en el 2002 debutó en ópera como Cornelia en Giulio Cesare de Handel junto a Daniel Taylor, Ewa Podles, Isabel Bayrakdarian y Brian Asawa.
Ha cantado en la Staatsoper Berlin, (Monteverdi, Il ritorno d'Ulisse in patria) dirigida por René Jacobs, además de Orange, Estrasburgo y Nancy como Giulio Cesare.
Otros papeles han sido Polinesso en Ariodante, Genevieve en Pelléas et Mélisande, Orlando furioso de Vivaldi en Edimburgo. 
En 2005, debutó con la Staatsoper de Berlín, interpretando Il ritorno d' Ulisse in patria de Monteverdi, bajo la dirección de René Jacobs. Ese mismo año, interpretó el papel de Mitrena en el estreno mundial de Motezuma de Vivaldi en el Centro De Doelen de Róterdam.
En 2006, Lemieux apareció como Alisa en Lucia di Lammermoor de Donizetti con la Ópera de Orange y como Anna en Les Troyens de Berlioz con la Ópera de Estrasburgo.
En 2007, hizo su debut con la Opéra de Nancy en el papel principal de Giulio Cesare de Handel, su debut con la Opéra de Genève como Polinesso en Ariodante de Handel y su debut en el Théâtre des Champs-Élysées como Genevieve en Pelléas et Mélisande de Debussy, bajo la dirección de Bernard Haitink.
También interpretó el papel principal en Orlando furioso de Vivaldi en el Festival de Edimburgo.
En 2008, Lemieux cantó el papel principal en Padmavati de Albert Roussel en el Théâtre du Châtelet, Genevieve en Pelléas et Mélisande de Debussy en la Ópera Estatal de Berlín, el papel principal en Orlando de Handel en De Nederlandse Opera, Mistress Quickly en Falstaff de Verdi en el Théâtre des Champs-Élysées, y Marthe en Faust de Gounod en la Opéra de Orange.
En 2009, Lemieux cantó Geneviève en Pelléas et Mélisande en el Theatre an der Wien, Mistress Quickly en la Ópera Estatal de Baviera y el Festival de Glyndebourne, y Zita en Gianni Schicchi en la Ópera de Montreal, entre otros compromisos.
En el verano de 2010, actuó en un recital en España y en el papel principal de Orlando Furioso de Vivaldi.
En 2015, Lemieux fue nombrada miembro de la Orden de Canadá.
En julio de 2022, Lemieux interpretó Saint-Saëns, Massenet con la Orquesta Filarmónica de Montecarlo (OPMC) en el Palacio del Príncipe de Mónaco.  En septiembre de 2022, interpretó Mahler: Sinfonía n.º 2 «Resurrección» con la Orquesta de Cleveland.
En 2024, actuó en Le Printemps des Arts de Monte-Carlo,  y en la Ópera de la Bastilla, en Falstaff.
La crítica especializada la considera la virtual sucesora de la contralto canadiense Maureen Forrester.

## Discografía de referencia
- Berlioz: Les nuits d'eté; Wesendonck Lieder de Richard Wagner, Rückert-Lieder de Mahler / Blumenthal, piano
- Brahms: Lieder - Michael McMahon,  Nicolò Eugelmi
- L'heure exquise - Hahn, Enesco, Chausson, Debussy / Marie-Nicole Lemieux
- Lamenti - Cavalli, Monteverdi, Carissimi/ Emmanuel Haïm, Le Concert D'astrée
- Ne me refuse pas - Arias francesas de ópera (Carmen, Sansón y Dalila, Werther, Les Troyens, Medée, Herodiade) / Orquesta nacional de Francia,Fabien Gobel
- Schumann: Frauenliebe und Leben, Liederkreis Op.39 - D.Blumenthal, piano
- Vivaldi: Griselda / Spinosi, Ensemble Matheus
- Vivaldi: Orlando Furioso / Spinosi
- Vivaldi: Nisi Dominus, Stabat Mater / Spinosi
- Vivaldi: La Fida Ninfa / Spinosi

- Debussy:Pelléas et Mélisande (Genevieve) - De Billy,Laurent Pelly - Dessay, Degout, Viena DVD
- Verdi: Falstaff - (Mrs. Quickly) - Festival de Glyndebourne, Jurowski - DVD

Referencias
1. 1 2  «Marie-Nicole Lemieux: the compelling voice next door». www.scena.org. Consultado el 23 de junio de 2025.
2. ↑  «Marie-Nicole Lemieux». www.cpo-live.com. Archivado desde el original el 27 de mayo de 2011. Consultado el 23 de junio de 2025.
3. ↑  «Biography». marienicolelemieux.com. 12 de marzo de 2008. Archivado desde el original el 12 de marzo de 2008. Consultado el 23 de enero de 2023.
4. ↑  «Quebec Contralto Marie-Nicole Lemieux Makes a Brilliant Ontario Debut». www.scena.org. Consultado el 23 de junio de 2025.
5. 1 2 3 4  «Marie-Nicole Lemieux, Mezzo-soprano | Archive, Performances, Tickets & Video | Operabase». www.operabase.com (en inglés). Consultado el 23 de junio de 2025.
6. ↑  operatraveller (16 de abril de 2017). «Starry night: Les Troyens in Strasbourg». operatraveller.com (en inglés). Consultado el 23 de junio de 2025.
7. ↑  «Marie-Nicole Lemieux :: Schedule». www.operabase.com. Archivado desde el original el 16 de julio de 2011. Consultado el 23 de junio de 2025.
8. ↑  General, Office of the Secretary to the Governor (20 de septiembre de 2017). «Represent. Serve. Honour. Showcase.». The Governor General of Canada. Consultado el 23 de junio de 2025.
9. ↑  Zachary Lewis, special to cleveland com (10 de abril de 2022). «Cleveland Orchestra embraces diversity on wide-ranging 2022-23 Severance season». cleveland (en inglés). Consultado el 23 de junio de 2025.
10. ↑  Staff, Operawire (15 de abril de 2024). «Opéra de Monte-Carlo 2024 Review: Their Master's Voice». OperaWire (en inglés estadounidense). Consultado el 23 de junio de 2025.
11. ↑  «arts24 - Opera singer Marie-Nicole Lemieux: 'I always felt aligned with Celine Dion'». France 24 (en inglés). 26 de septiembre de 2024. Consultado el 23 de junio de 2025.
12. ↑  Boada, Yolanda (3 de agosto de 2018). «Tipos de voz y registros vocales: qué tipo de voz tengo». Cinco Noticias. Consultado el 23 de junio de 2025.